# Tucídides d'Alopece
Tucídides (en llatí Thucydides, en grec antic Θουκυδίδης, va ser un militar i home d'estat atenenc de la demos d'Alopece, fill de Melèsies, que va viure al segle v aC.
Es diu d'ell que era inferior des del punt de vista de l'estratègia militar, a Cimó II, però el superava en habilitat política. després de la mort de Cimó el 449 aC es va convertir en el cap del partit aristocràtic, organitzat com a oposició al partit democràtic de Pèricles, que li era superior en recursos dialèctics i habilitat política. L'atac de Tucídides es va centrar en la gran despesa de Pèricles en obra pública, despesa que per altra banda tenia el suport popular. L'afer va acabar aviat amb la victòria de Pèricles.
Una mica després l'assemblea va decretar l'ostracisme de Tucídides el 444 aC, segons diu Plutarc. Per una al·lusió d'Aristòfanes a Les vespes, se sap que quan estava en perill de ser desterrat, es va aixecar per defensar-se, i no ser capaç de pronunciar ni una paraula. L'historiador Filòcor atribueix la causa del desterrament a algun fet relatiu al seu comportament en la direcció del comandament militar a Tràcia. Idomeneu diu que a més de ser desterrat se li van confiscar els béns i que Tucídides es va refugiar a la cort del rei Artaxerxes I de Pèrsia, però això sembla una confusió amb Temístocles, i probablement Tucídides va anar a l'exili a Esparta.
El període d'ostracisme era de deu anys, però el 440 aC ja tornava a ser a Atenes i dirigia junt amb Hagnó i Formió una força naval de 40 vaixells que van ser enviats en ajut de Pèricles a Samos.
Se sap que va deixar dos fills, Melèsies i Esteve. Un fill del primer, de nom també Tucídides, era deixeble de Sòcrates.